# Camping
Pour les articles homonymes, voir Camping (homonymie) et Campisme.
 (Juin 2023).

Le camping ou campisme est une activité touristique qui consiste à séjourner au même endroit sous une tente, une caravane ou encore dans un camping-car. Elle utilise notamment une caravane, un clip car ou un camping-car. Hébergement touristique pendant les vacances ou de loisirs, il devient depuis quelques années un recours à des familles dans des conditions de vie précaires ou encore un nouveau choix de vie pour les amateurs de nomadisme, en particulier en camping-car.

Logotype finlandais du camping.

On peut s'installer sur un terrain de camping aménagé, un camping naturiste ou faire du camping sauvage. Style de vacances économique et populaire au moment de la généralisation des congés payés, le camping évolue vers ce qu'on appelle aujourd'hui l'hôtellerie de plein air avec de nombreuses prestations associées (piscine, snack, aire de jeu, bar, mini-golf...).

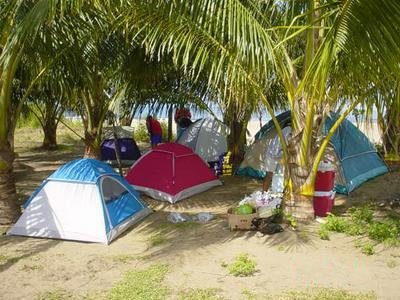
Camping près d'une plage dans l'État de Veracruz au Mexique.

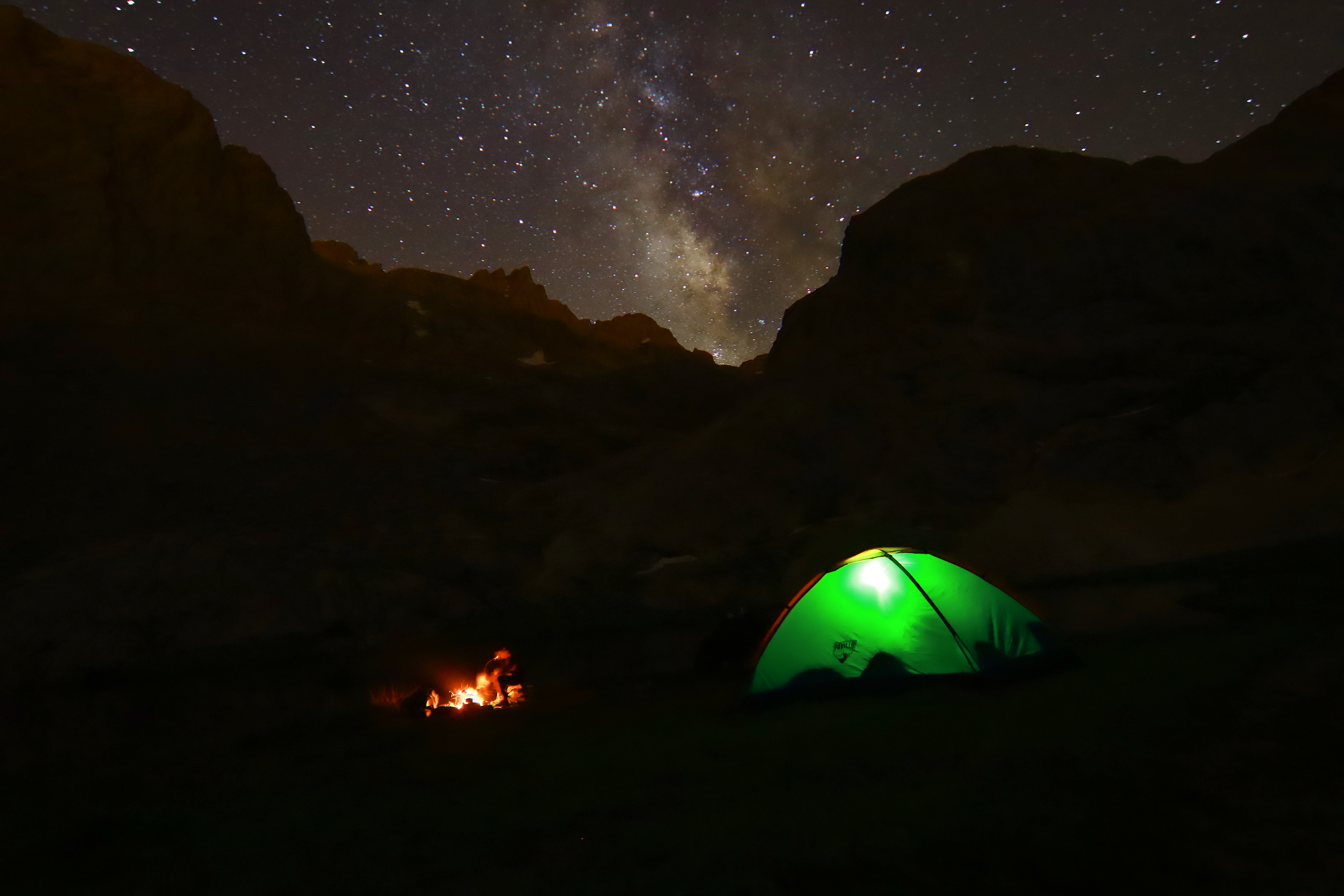
Un camping en Turquie

L’hôtellerie de plein air se fait en parallèle du camping dans des hébergements « prêt-à-vivre » équipés de vaisselle, de meubles, d'une cuisine américaine, d'une salle d'eau et de couchage. Ces hébergements sont de type tentes, maisons mobiles appelées aussi cottages, de bungalows, de chalets et de maisonnettes.
Il existe aussi le glamping, un type de camping qui propose des hébergements insolites.

## Terminologie
Le mot « camping » trouve son origine dans le verbe anglais to camp, « établir son camp ».
La première mention relevée de son usage en France est en juillet 1903 un journal sportif, L’Auto. « Les Anglais ont le génie de ces organisations en plein air. Depuis longtemps, le goût du camping out et du bivouac lointain a pris dans le Royaume-Uni des proportions considérables. »

## Histoire du camping

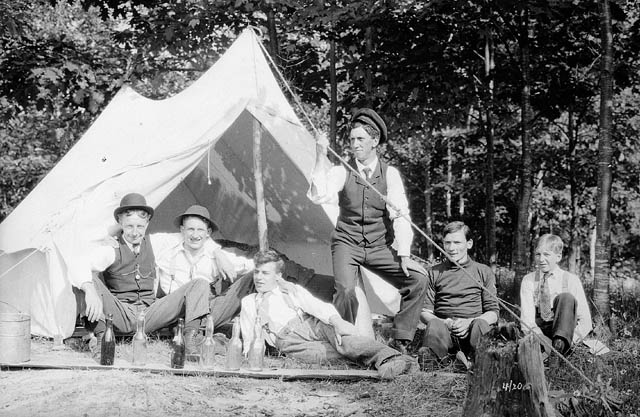
Camping au Canada vers 1907. Ce moyen de logement ne s'est réellement démocratisé qu'à partir de XXe siècle et des vacances.

### Les prémices au début duXXesiècle
L'origine du mot camping est souvent présentée comme venant de l'anglais (les premiers campeurs et voyageurs français se référant au modèle britannique en parlant de « camping site ») mais il vient du latin campus, champ et d'une expression qui apparaît au XIXe siècle, « faire campos », désignant l'arrêt de la scolarité afin que les enfants aillent à la campagne accomplir les travaux agricoles (moissons en été),. En France, le premier écrit sur le camping date de 1898 : un célèbre campeur et voyageur français, Lucien Baudry de Saunier, fait paraître dans la revue du Touring club de France un article racontant son voyage en Angleterre où il rencontre des aristocrates anglais utilisant des roulottes (avec une baignoire dans le sol) tractées par des chevaux ou utilisant les premières voitures pour parcourir leurs immenses propriétés,. Le mot camping apparaît en 1903 dans le quotidien sportif L’Auto qui mentionne les campements sportifs des Anglais qui se regroupent dans la première association de camping de l’histoire, l’Association of Cycle Campers fondée à Londres en 1875.
Avant la Première Guerre mondiale, ce sont surtout des hommes seuls partant à pied dans la campagne, la forêt ou la montagne avec un simple drap ou une ancienne tente militaire. Les campeurs sont très souvent des randonneurs (pédestres, cyclotouristes ou canoéistes) appartenant à des catégories socioprofessionnelles élevées : la pratique du camping apparaît ainsi dans les sociétés industrielles où les personnes cherchent à quitter l'air pollué des villes (notion d'hygiénisme moral luttant contre l’atmosphère vicié, l’alcoolisme, la tuberculose ou la syphilis) pour retrouver un lien avec la nature et un « esprit sain dans un corps sain » (notion romantique).
Le fondateur du camping récréatif dans sa forme moderne est considéré comme étant Thomas Hiram Holding (en), qui écrira en 1908 la première édition du guide The Camper's Handbook et fondera en 1901 le premier club de camping au monde, la Association of Cycle Campers. Le mouvement protestant des Young Men's Christian Association fondé en 1844 donne naissance en France à la Coopérative d'excursion dont les membres expérimentent avec leur propre matériel la vie sous tente à partir de 1903, coopérative à l'origine du premier Club français de camping né en 1910 tandis que le Touring club de France plus bourgeois crée en 1912 une association les campeurs de France, les premiers campings étant le plus souvent gérés par des anciens de la Coloniale (garde-champêtre, garde-chasse).

### Entre-deux guerres
Après la Première Guerre mondiale, le camping se structure à travers deux systèmes : 
- des grandes organisations, comme le Touring Club de France ou le Groupement des Campeurs Universitaires (association laïque créée par des militants de la Mutuelle assurance automobile des instituteurs de France, fonctionnant sur le mode de l'autogestion[12]), publient des livres recensant les lieux de séjour pour les campeurs, puis achètent et réalisent des aires de repos ;
- le scoutisme dont l'esprit paramilitaire s'estompe.

Les années 1930 voient le boom de revues comme Au grand air ou Camping Plein Air, qui publient guides, récits et manuels, mais aussi peu à peu de nombreuses annonces de rencontres matrimoniales, et la création de syndicats de professionnels du matériel de camping, alors que près de 300 magasins spécialisés émergent à Paris, exposant dans les salons les plus divers. Environ 300 000 jeunes rachitiques et tuberculeux profitent chaque été de thérapies par le camping mises en place par le Club Alpin Français et le Touring Club de France.
C'est en 1937, après la loi de juin 1936 qui institue le principe du droit aux premiers congés payés en France, que sont publiés les premiers arrêtés préfectoraux décidant de réglementer la pratique du camping, dans les trois départements de la Côte d’Azur, alors qu'elle se développe en famille. En 1938, une vingtaine d'associations françaises se fédèrent en créant le 16 mai 1938  l'Union française des associations de camping, présidée par Léon Capitain. L'une de ses premières réalisations est d'unifier les « autorisations de camper » délivrées jusque là au cas par cas dans les forêts domaniales, par les Eaux et Forêts, en créant une « licence », sous forme de timbre apposé sur la carte de club
À la suite d'une plainte d'hôteliers du Var (dans un contexte de concurrence entre hôtellerie et campings) contre des campeurs en 1937, un « Code du camping » est rédigé en 1939 mais ne sera formalisé que dans les années 1950 (licence de camping, police d'assurance contre l'incendie, etc.).
Les premiers congés payés vont favoriser de nouvelles entreprises. Raymond Trigano, épicier à Montreuil-sous-Bois, crée avec son fils aîné Edgard une entreprise de toiles de bâche en 1935. Lorsque le Front populaire crée en 1936 les premiers congés payés, les terrains de camping se multiplient sous l'impulsion des municipalités, et il oriente sa production vers les toiles de tente. L'entreprise se positionne alors sur « les vacances, le tourisme, le camping ». Lors de la Seconde Guerre mondiale, son fondateur travaille avec ses trois frères dans une usine d'armement de Pamiers et bascule dans la Résistance, participant au sabotage de l'usine. Après la guerre, Trigano Vacances prospère et son fils Gilbert, un jeune résistant membre du comité de libération de l'Ariège, devient « très proche des résistants communistes » quelque temps puis rejoint le Club Med au milieu des années 1950, à qui il fournit de grosses tentes de dix personnes, récupérées auprès de l'armée américaine, dont les toiles huilées conservaient une odeur particulière.

### Les Trente glorieuses
Le camping entre dans une ère de « pratique de masse » à partir des Trente Glorieuses : les campeurs, désormais motorisés, partent en famille et utilisent de plus en plus de grandes tentes quasi-intransportables, notamment avec des toiles carrées avec poteaux en duralium à la fin des années 1950.
C'est surtout après la Seconde Guerre mondiale que cette pratique du camping s’est développée à plus grande échelle, notamment après la fin de la période de rationnement qui suit la guerre.
La naissance des villages de toiles du futur Club Méditerranée dès le début des années 1950, dans les villages magiques fondés en 1950 pour les lectrices du magazine Elle, contribue à faire connaitre  les paysages et le potentiel touristique de l'Italie du sud auprès de la clientèle des jeunes touristes français et apporte au camping une image d'hédonisme, de convivialité et de liberté.
En 1959, environ 80 % des personnes qui passent l'été dans un village du Club Med en Italie ont moins de 40 ans et on compte une proportion significative de femmes, d'ouvriers et d'employés, à hauteur d'environ 40 % des participants recensés dans ce village . Cependant, vers la fin des années 1950, « la moyenne d’âge des campeurs s’est élevée » , même si globalement le camping se démocratise de plus en plus , en comptant parmi ses adeptes une majorité de familles dont les membres sont des cadres moyens, employés et ouvriers, des catégories « qui jusqu’alors ne partaient pas » en vacances.
En 1951, le nombre de vignettes autorisant à camper atteint 70 000 en 1951, mais leur délivrance par les associations a du mal à suivre au cours des années 1950 et 1960, qui voient se multiplier des îlots de campeurs avec nombre de campeurs français estimé à 3,5 millions en 1959. Tourisme et Travail, le TCF ou le Groupement des campeurs universitaires diffusent sans coordination ces vignettes autorisant à camper.
Ces villages de toiles, progressivement remplacés au Club Med par des cases à partir de 1957, font aussi entrer le camping dans une ère d'expansion qui va en faire « le premier mode d’hébergement commercial des Français », mais aussi le cantonner dans une  « logique de sédentarisation. » avec dès le début des années 1970 environ 80 %  des campeurs passant des vacances dans des terrains organisés .
Le célèbre alpiniste Maurice Herzog, devenu secrétaire d'État à la Jeunesse et aux Sports en 1958, présente en 1962 le camping et les pratiques de plein air comme une opportunité d'intégrer à la société les blousons noirs des cités dortoirs.
La sédentarisation des campeurs fait monter le nombre de terrains privatifs, et progressivement s'éteindre le camping sauvage promus par les clubs de camping. Le guide de camping  des éditions Susse, le plus ancien des guides français, paru pour la première fois en 1938, se scinde en six guides régionaux car il est trop volumineux. Entre 1960 et 1971, la production de caravanes en France sextuple, permettant une baisse des prix, qui fait passer leur nombre total de 300 000 en 1970  à un million en 1980, au bénéfice d'une génération qui « passe de la tente à la caravane » entre 1974 et 1978, mais souvent sur les mêmes espaces, accueillant à la fois tentes et caravanes.
La saturation des terrains débute dès 1976, quand une augmentation de leur surface de près de 60 % est déjà jugée indispensable. Mais cet engorgement et la lassitude du nomadisme ressentie par les caravaniers fait que les achats de caravane sont divisés par trois entre 1979 et 1988.
Alors que la destination se tourne de plus largement vers les plages françaises, dans les années 1960, les terrains de camping existants se trouvent impuissants pour absorber cette masse de campeurs. De nombreux arrêtés préfectoraux sont publiés pour des questions de salubrité et de sécurité publique afin de limiter la création de campings privés avec des concessions renouvelables. Le premier décret sur le camping paraît en France le 7 février 1959. Il permet de limiter le camping sauvage, notamment sur les côtes. La plupart des campeurs se rendent alors dans les terrains de camping ou achètent une parcelle privée. C'est à ce
moment précis que se crée la pratique du camping-caravaning sur parcelles privées. C’est en 1961 que la première édition du Guide Fédéral des Terrains voit le jour : la brochure « Règlementation, aménagement et exploitation des terrains de camping » fait dès lors l'objet d'actualisations régulières, condition indispensable pour les nouveaux gestionnaires.

### Évolution contemporaine
Les années 1970, 1980 et 1990 voient le développement des terrains de camping dans lesquels le gérant édicte son propre règlement, ce qui permet de faire « tomber » les barrières sociales. Elles voient aussi le déclin de la caravane au profit du camping-car et du mobile home, puis des habitats sédentarisés, chalets et bungalows, à partir des années 2000. Cette progression continue du camping va de pair avec une segmentation de plus en plus fine des terrains de camping selon : 
- leur mode de gestion : gestion communale (la municipalité souvent entre les années 1930 et 1960 un terrain de camping pour développer son offre touristique), gérance (employé engagé par la collectivité ou la chaîne hôtelière), gestionnaire-propriétaire ;
- leur « concept » : terrain avec caravanes de collection, yourtes, « castels », cabanes perchées, camping écolo-chic ou glamping, « Écocamps » créés par le conseil régional de l'Aquitaine[25], etc. ;
- type des installations : autocaravane, caravanage sur parcelles privées (250 000 en France en 2009 regroupant 5 % de caravanes mobiles et environ 95 % d'habitats sédentarisés), chaînes de camping pour entreprises, parc résidentiel de loisirs, camping village, etc. ;
- les services : ils font l'objet de classifications.

Depuis les années 1980, se développe une montée en gamme des campings au niveau des équipements (piscines, restaurants, bars, animations) et des habitations légères (bungalow, chalet, mobil-home), ce qui conduit certains gérants à se spécialiser dans l'accueil de résidents à l'année en leur réservant une partie ou la totalité de leurs emplacements et en adaptant leur offre à cet usage. Héritière du modèle des trailer parks américains, la pratique du camping résidentiel (concernant près de 100 000 personnes en France en 2024) prend de l'ampleur sous l'effet de la crise du logement et expose une nouvelle forme de mal-logement des classes populaires.

## Types

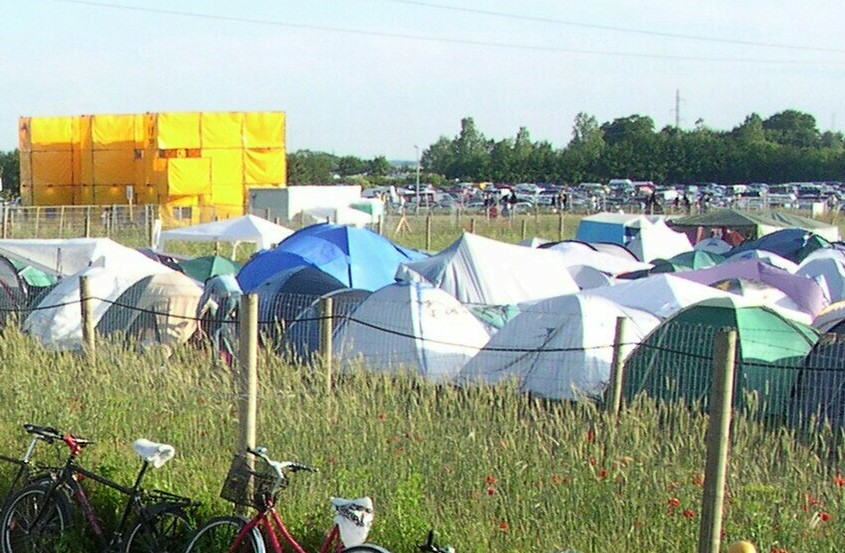
Camping lors du festival de Roskilde.

Il existe d'autres formules de camping à la campagne, notamment :
- le camp d'été pour les enfants durant les vacances ;
- le camping à la ferme, qui propose des emplacements de campement tarifés dans un pré ou une prairie. La personne ou la famille loueuse vit de l'agriculture et adhère parfois à un réseau et à ses règlements stipulant un maximum d'emplacements en fonction des lois de son pays et des cahiers des charges de son label ;

- les aires naturelles de camping disposent de 7 à 30 emplacements, chaque emplacement mesurant 400 m2 au minimum ;

- l'hôtellerie de plein air ou « camping village » (c'est à la fois les terrains de camping et les parcs résidentiels de loisirs)[28]» qui propose en plus de leurs emplacements de camping des maisons mobiles, des bungalows, des écogites et des chalets en location ou parfois à la vente,
  - un permis de construire est nécessaire pour installer un chalet si sa superficie est supérieure à 35 m2. Cette législation ne s'applique pas aux résidences mobiles de loisir communément appelées maison mobile ou cottage, dont l'installation est interdite sur les terrains privés et doit se faire uniquement sur un terrain de camping ou un parc résidentiel de loisir (PRL) ;
- les parcs résidentiels de loisirs : le parc résidentiel de loisirs en cession d'emplacement où l'achat d'une parcelle en toute propriété reste possible pour y poser une habitation légère de loisirs uniquement. Le parc résidentiel de loisirs en gestion hôtelière où la location d'une parcelle pour les vacances ou a l'année reste possible pour y mettre une caravane, un camping-car ou un mobile-home ;

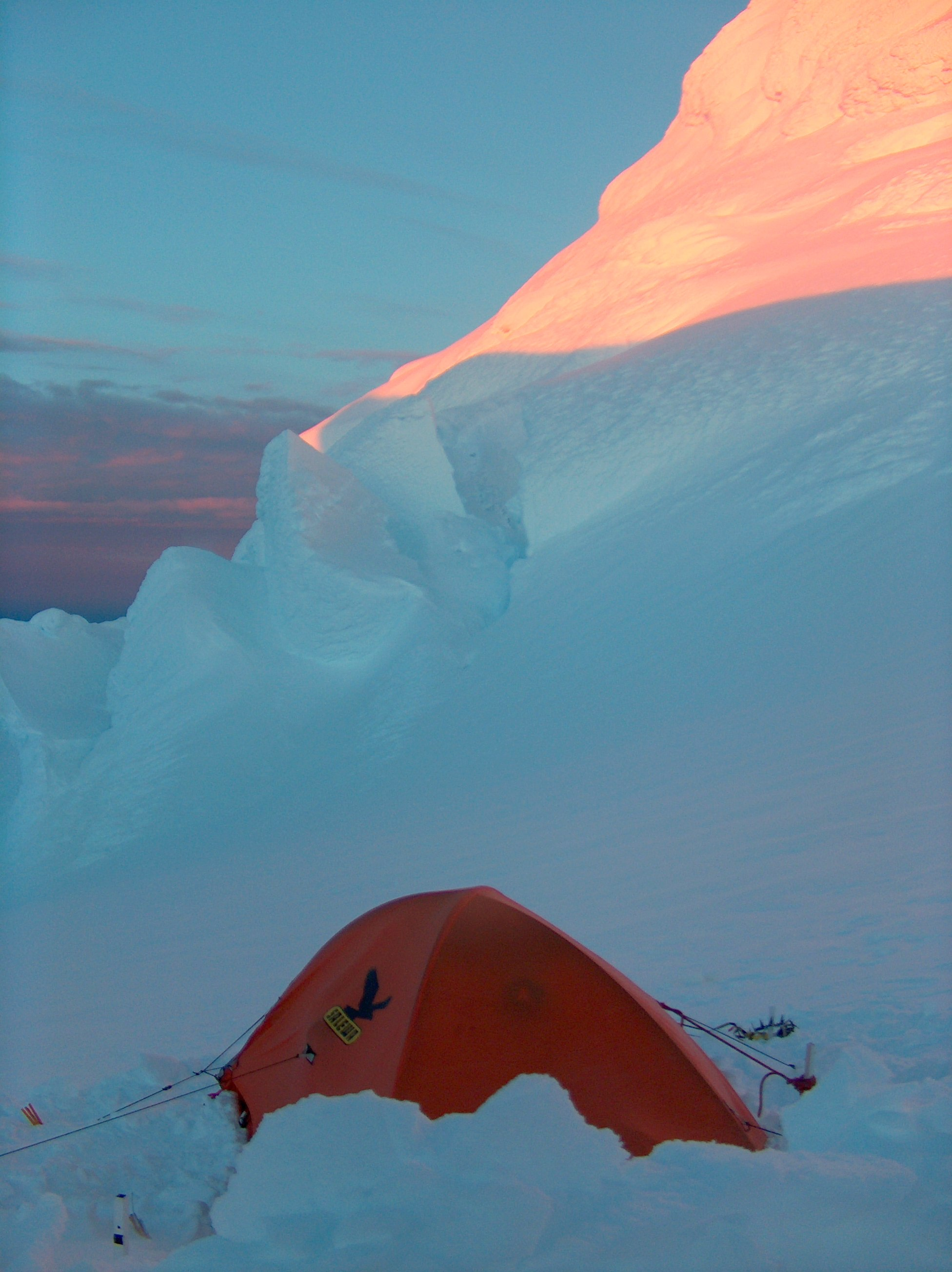
Bivouac extrême dans les îles Shetland du Sud.

- le camping urbain, qui consiste à offrir un décor de camping dans une infrastructure urbaine[29] ;
- camping sauvage et bivouac ;
- le camping d'hiver se pratique durant la saison froide lorsqu'il y a de la neige. Comme les conditions météorologiques sont plus difficiles, la préparation est la clé du succès ;
- les Centre de vacances naturiste en France mais aussi en Espagne en Croatie et dans les autres pays d'Europe attirent beaucoup de vacanciers, grâce à une clientèle étrangère (Néerlandais, Belges, Allemands, Suisses, Scandinaves) et Française à 50 %. Les naturistes proposent toutes les formes de camping énumérées ci-dessus ;
- L’écocamping est un terrain de camping ou établissement d'Hôtellerie de plein air qui répond à des critères écologiques pour son fonctionnement. Il peut notamment être distingué par un écolabel. En 2025, 324 campings en France sont labellisés Clef verte, label de tourisme durable, un chiffre en hausse de 14 % par rapport à l’année précédente[30].
- le glamping[31] est un type d'hébergement touristique en plein air, organisé de manière que les contraintes d'installation et d'approvisionnement ne soient plus du ressort du touriste mais du prestataire. Associant luxe, nature, confort, et respect de l’environnement, le glamping offre des hébergements de prestige et/ou insolites, installés au plus près de la nature : habitats en forme de bulles transparentes, cabanes dans les arbres, tipis, yourtes, lodges... Certains campings haut-de-gamme sont assimilés à des glampings[32] ;
- l'aire de services est un lieu aménagé essentiellement pour les autocaravaniers qui peuvent vidanger leurs « eaux grises » (douche, vaisselle) et leurs « eaux noires » (toilettes) ;
- le camping-car, ou « autocaravane », est un véhicule automobile habitable qui donne une autonomie permettant de camper en dehors des terrains de camping aménagés.

### Camping religieux

#### Christianisme

##### Christianisme évangélique

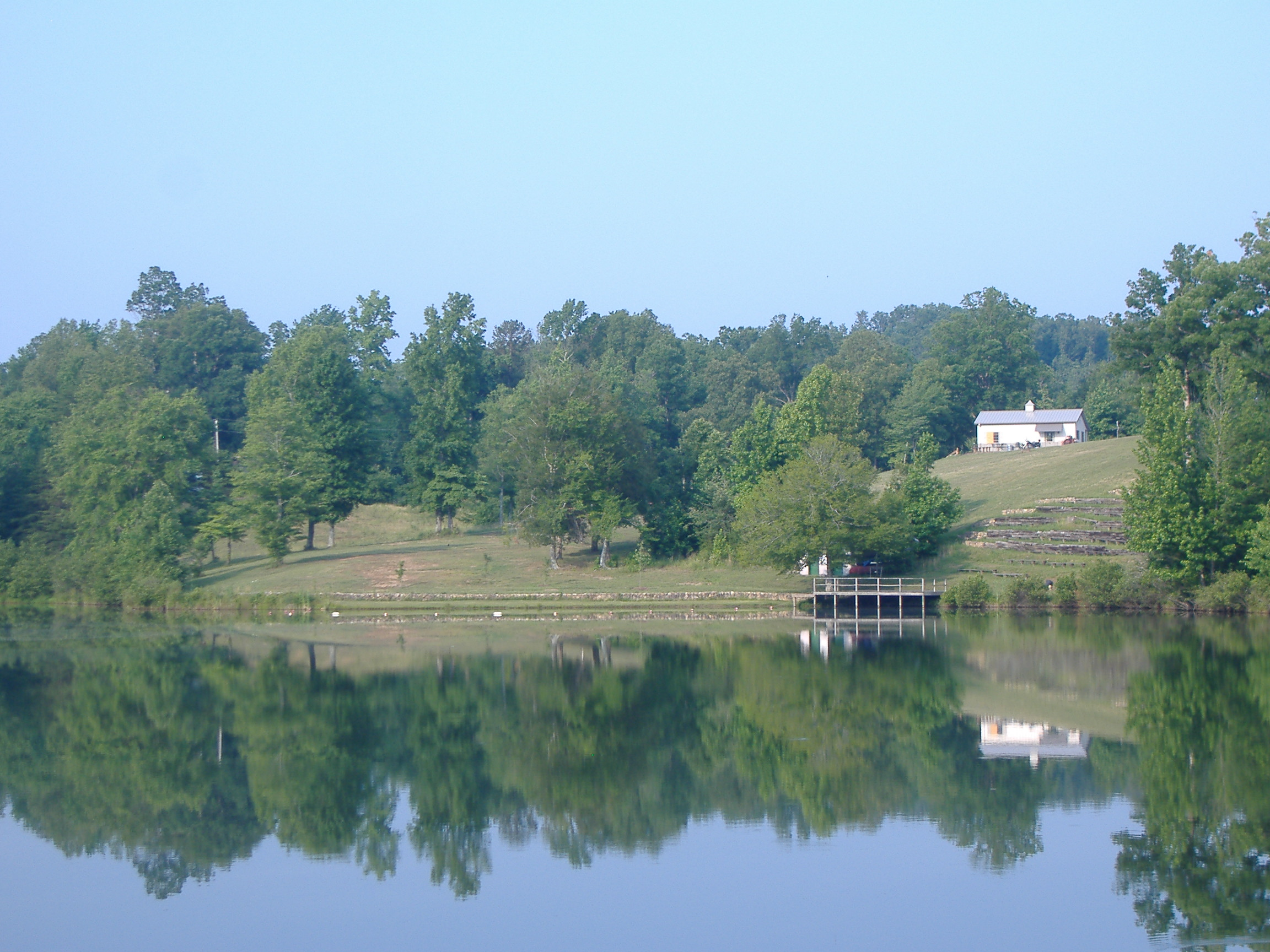
Camp Agape à Benton (Tennessee), États-Unis.

Dans le christianisme évangélique, le camping pour une retraite spirituelle a été encouragé par le développement des camp meetings au XIXe siècle, afin de favoriser le ressourcement spirituel, loin de la ville et dans la nature. Ces camps étaient l’occasion de prier, chanter et d’écouter des sermons durant plusieurs jours.  
Diverses associations d’églises ont également établis des terrains de camping ou des centres de conférence dans des endroits isolés, qui offrent des temps de retraite pour les enfants et les adultes .

## Camping à l'année
En principe, le camping est une installation temporaire. Cependant, dans certains pays, notamment en Amérique du Nord, les parcs de maisons mobiles peuvent être des lieux d’habitation permanents, voire devenir de petites villes. En France et en Europe, ce phénomène s'est développé avec les difficultés économiques de ces dernières années.

## Camping dans le monde

### En France
Pour les campings et l'hôtellerie de plein air, trois organisations collaborent avec le ministère du tourisme.
Pour représenter les usagers : 
- la Fédération française de camping et de caravaning (FFCC).

Pour représenter les professionnels :
- la Fédération nationale de l'hôtellerie de plein air (FNHPA) ;
- l'Union nationale des propriétaires de parcs résidentiels de loisirs (UNAPAREL)

En 2015, les données recueillies par la Fédération nationale de l’air de plein air (FNHPA) montrent que près de 113 millions de nuitées ont été prises en camping en France, soit une augmentation de 3,9 % par rapport à la même période en 2014. Ce chiffre est composé d’environ 77 millions de français. les vacanciers et le reste était composé d'autres nationalités, dont la majorité étaient des touristes néerlandais, allemands et britanniques. Le gouvernement français espère attirer 100 millions de touristes chaque année d'ici 2030. La région la plus populaire pour le camping est le Languedoc et le Roussillon, avec environ 19 331 663 nuits passées au camping en 2015, tandis que le département le plus peuplé est la Vendée.
En 2021, le nombre de nuitées est de 129 millions pour 22 millions de clients. Les français représentent 2/3 de la fréquentation  soit 77 %  et donc 33 % pour la clientèle étrangère : 10 % de néerlandais, 7 % d' allemands, 5 % d'anglais.

#### Classements des terrains
En 2016, on comptait 9 333 terrains de camping en France ; en 2021  le nombre de campings aménagés  est de 7 592 (soit 872 647 emplacements).
- 18 % campings de non-classés.
- 5 % campings de 1 étoiles.
- 24 % de 2 étoiles.
- 33 % de 3 étoiles.
- 17 % de 4 étoiles.
- 3 % de 5 étoiles.
- les campings déclarés en mairie, de type « terrains de camping ruraux », offrent six emplacements maximum.
- les campings déclarés en préfecture peuvent être classés dans six catégories :
- « terrain de camping », avec la mention « aire naturelle », offrant 25 places maximum,
- les cinq catégories « terrain de camping » avec les mentions de une à cinq étoiles selon les normes publiées au Journal officiel du 8 juillet 2010[39],[40].

Pour 2021 L'INSEE produit des données différentes.
| Type d'hébergement professionnel | Nombre d'établissements | Nombre d'emplacements (en milliers) | Taux d'occupation (en %) | Nuitées totales (en millions) | Nuitées étrangères (en millions) |
| -------------------------------- | ----------------------- | ----------------------------------- | ------------------------ | ----------------------------- | -------------------------------- |
| Non classés                      | 1 525                   | 58                                  | 24,6                     | 5                             | 1                                |
| Classés                          | 5 357                   | 599                                 | 39,3                     | 107                           | 21                               |
| 1 étoile                         | 226                     | 12                                  | 29,4                     | 1                             | 0                                |
| 2 étoiles                        | 1 427                   | 97                                  | 32,9                     | 12                            | 2                                |
| 3 étoiles                        | 2 307                   | 218                                 | 35,1                     | 33                            | 7                                |
| 4 étoiles                        | 1 168                   | 200                                 | 44,0                     | 43                            | 7                                |
| 5 étoiles                        | 228                     | 72                                  | 49,7                     | 18                            | 4                                |
| Ensemble                         | 6 882                   | 657                                 | 38,0                     | 112                           | 22                               |

### Maroc
La Fédération Marocaine de l’Hôtellerie de plein Air représente les professionnels du secteur auprès des pouvoirs publics et assure la promotion et le développement de la profession dans son ensemble. Elle a créé un répertoire national de l’Hôtellerie de plein air.

#### Classements des terrains
- Camping - Caravanning

Le Camping - Caravanning international est classé en deux catégories.
- Bivouacs

Le bivouac est une activité réglementée qui désigne « un campement installé provisoirement dans une étape de randonnée itinérante en montagne, dans le désert ou dans tout site rural présentant un intérêt touristique et réservé à cet effet. Il doit se situer à l'écart des agglomérations et à distance acceptable des points d'eau. Il doit être identifié et homologué au préalable » Il est équipé d'installations en fonction du nombre de personnes. (tentes, mobilier, restauration, sanitaire, secours, fourrage).

### Au Québec

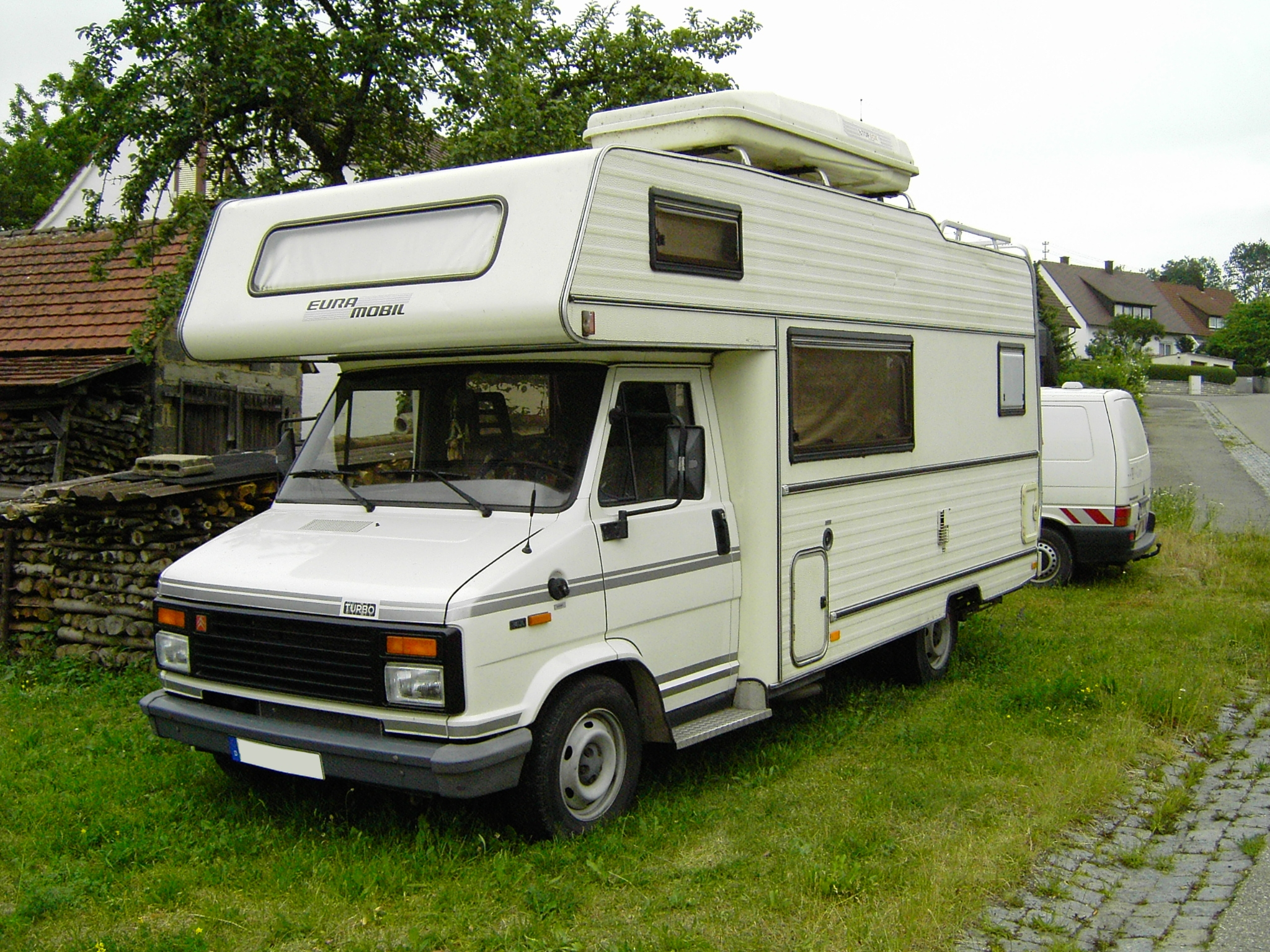
Autocaravane.

Au Québec, 822 terrains de camping sont classifiés. Les campings sont classés en six catégories d'aucune à 5 étoiles, selon la qualité et la propreté de l'ensemble du terrain, des blocs sanitaires, des aires de loisirs et des infrastructures d'accueil ainsi que sur les services offerts comme le nombre de blocs sanitaires et les différents loisirs proposés.

#### Classements des terrains
- 0 étoile : le camping rencontre partiellement les critères de classification.
- 1 étoile : le camping rencontre les normes de qualité.
- 2 étoiles : le camping rencontre les normes de qualité et offre certains services et activités.
- 3 étoiles : le camping est de bonne qualité et offre plusieurs services et activités.
- 4 étoiles : le camping est de très bonne qualité et offre un éventail de services et d'activités.
- 5 étoiles : le camping est d'excellente qualité et offre un large éventail de services et d'activités.

La plupart des campings au Québec sont classés 3 étoiles (273 établissements, 33 % du total), 237 établissements sont classés 2 étoiles (28 %), 182 établissements sont classés 1 étoile (22 %) et 49 établissements sont classés 0 étoile ou sont en attente de classement (6 %). Rares sont les campings classés 5 étoiles (8 établissements, 1 % du total). 83 établissements sont classés 4 étoiles (10 %).

## Quelques enseignes de campings et hôtellerie de plein air
- Flower Campings
- Homair Vacances
- Huttopia
- Sandaya
- Siblu
- VVF
- Yelloh! Village

## Pour aller plus loin

### Au cinéma et à la télévision
- Beethoven 3 (film, 2000) : deux familles en vacances dans deux camping-cars séparés et qui finissent par sympathiser
- Camping, film de 2006
- Camping 2, film de 2010
- Camping 3, film de 2016
- Le Camping: elle est pas belle la vie!, documentaire de 2003
- Camping-car, film de 2006
- Camping Cosmos, film de 1996
- L'Art du camping, film d'animation de 1934
- Camping Paradis, téléfilm de 2006 (10 épisodes)
- Camping sauvage, film québécois de 2004
- Camping sauvage, film de 2005
- Dupont Lajoie d'Yves Boisset de 1975
- À la recherche du paradis perdu, documentaire de 1998
- A Week Away, film de 2021
- Au Grand Air, série animée diffusée depuis 2018. Manga originel par Afro.

#### International
- Fédération internationale de camping, caravanning et autocaravaning (FICC)

#### France
- Fédération Française de Camping Caravaning (FFCC)
- Fédération nationale de l'hôtellerie de plein air (FNHPA)
- Union nationale des propriétaires de parcs résidentiels de loisirs (UNAPAREL)

#### Québec
- Fédération québécoise de camping et de caravaning